# 弱蜥魚屬
弱蜥鱼属為輻鰭魚綱仙女魚目青眼魚亞目崖蜥魚科的一属。

## 下属物种
- 艾氏弱蜥魚（Scopelosaurus adleri）
- 阿氏弱蜥魚（Scopelosaurus ahlstromi）
- 銀弱蜥魚（Scopelosaurus argenteus）
- 克氏弱蜥魚（Scopelosaurus craddocki）
- 吉布斯弱蜥魚（Scopelosaurus gibbsi）
- 漢氏弱蜥魚（Scopelosaurus hamiltoni）
- 哈氏弱蜥魚（Scopelosaurus harryi）
- 大眼弱蜥魚（Scopelosaurus herwigi）
- 霍氏弱蜥魚（Scopelosaurus hoedti）
- 哈布斯弱蜥魚（Scopelosaurus hubbsi）
- 長胸弱蜥魚（Scopelosaurus lepidus）
- 莫氏弱蜥魚（Scopelosaurus mauli）
- 米氏弱蜥魚（Scopelosaurus meadi）
- 史氏弱蜥魚（Scopelosaurus smithii）

## 擴展閱讀
維基物種上的相關：弱蜥鱼属